# サンダ
サンダは、特撮映画『フランケンシュタインの怪獣 サンダ対ガイラ』、特撮番組『行け!ゴッドマン』、『行け! グリーンマン』に登場する架空の怪獣。

## 概要
『サンダ対ガイラ』の前作に相当する映画『フランケンシュタイン対地底怪獣』に登場した巨人フランケンシュタインの、不死身とされる心臓の細胞の一部が成長した怪獣。ガイラは弟とされるが、厳密に言えばサンダの体細胞から分裂したクローンである。俳優が生身で演じていたフランケンシュタインに対し、ガイラともども着ぐるみによる怪獣となっている。
モチーフは山幸彦であるが、海幸彦に相当するガイラとは兄弟の立場が逆転している。名前の由来は「山（）」から。脚本での表記は「山フランケンシュタイン」。海外での名称は「ブラウンガルガンチュア」 (Brown Gargantua) となっている。書籍『東宝怪獣グラフィティー』では、フランケンシュタインの怪物の善性を拡大解釈したキャラクターと評している。

## 登場作品
- 映画
  - 『フランケンシュタインの怪獣 サンダ対ガイラ』（1966年）
- 特撮テレビ番組
  - 『行け!ゴッドマン』（1972年）
  - 『行け! グリーンマン』（1973年）

## 『サンダ対ガイラ』に登場したサンダ
全身が松かさ状の皮膚で覆われ、土色の体色をしている巨人。人間に育てられたことから感情と知性、社会性を身につけ、知能も高く、人間には親和性を示すなど性質は温和であり、威嚇はするが危害を加える意思はない。木の実や獣の肉を食料としており、肉食だが人間を食べることはない。寝技を得意とする。ガイラとは違って照明に近付くため、避難民が明かりを消すか消さないかで混乱するシーンがある。
子供時代には京都のスチュアート研究所にて保護されていたが、脱走して富士山にて死亡したと思われており、成長後は日本アルプス谷川岳山頂付近に潜む。人間から攻撃されるガイラを救出して本栖湖の森林地帯の隠れ家にともに身を隠し、当初は傷を癒そうとするなど仲間として扱うが、ガイラが人間を捕食したことを知った後は軽く引き抜いた巨木でガイラを連打して追い出し、決別する。その後、晴海埠頭でガイラの前に再び出現し、無分別な行動をとるガイラを説得しようとするが拒絶されたため、戦闘となる。
30メートルもの巨体ゆえに相当な力を持つことが想像できるが、左足を負傷していたため、決戦においては充分に実力を発揮できない状態であった。そのため、接近戦に持ち込んで多くの寝技を見せている。だが、そのハンデは東京湾の浮力によって一気に軽減され、激しい突進や軽々と持ち上げた湾内の小型の貨物船を叩きつけることにより、ガイラを追い詰めていく。
最後はガイラとともに海底火山の噴火に飲み込まれ、消えていった。
- スーツアクター：関田裕[出典 10]
- 子供のころのサンダ：小宮康弘[出典 11][注釈 4]（声：木下華声[出典 12]）
- 関田はこれが初の怪獣役（スーツアクター）である[31]。ガイラ役の中島春雄は、立ち回りの相手役として関田を高く評価している[6][30]。ガイラと異なり、人間味のある動きが特徴である[7]。
- 書籍『大ゴジラ図鑑2』では、キャラクターの共通要素から、サンダを『獣人雪男』のカラー版再挑戦であったものと解釈している[28]。また、子供時代のサンダについては、本来は『フランケンシュタイン対地底怪獣』でのフランケンシュタインの子供時代と同様に碧眼の少年であったものと推測している[28]。書籍『ゴジラ 全怪獣大図鑑』では、フランケンシュタインが成長した姿と記述している[13]。

造形
デザインは成田亨。
子供時代も含め、頭部造形は利光貞三、胴体は八木康栄による。「山の怪獣」ということで、皮膚のモチーフは松の木であることから松かさ状になっている。全身の体毛の表現には、麻を使用した。
子供時代のサンダは、版権の関係からサンダに似たスーツが製作され、演技者の表情を生かした特殊メイクに近い造形となっている。
台本では白い怪物とされていた。

NGバージョン
額に浮き出た太い血管状など、成田のデザインに忠実なフェイスラインになっているが、その表情は精悍なイメージには遠い善玉なものであったため、より人間に近いイメージが感じられる知的な風貌の新しいマスクが製作された。

## 『行け!ゴッドマン』に登場したサンダ
子供たちが遊んでいるところに、叫び声をあげつつ登場。身軽さが特徴。ゴッドマンとの戦いの末、逃走しようとしたところをゴッドマン超音波で爆殺されるが、登場の目的は子供たちと一緒に遊ぶことで暴れる意思はなかった。
- オリジナルを踏襲して「本当はいい怪獣」として描かれている[38]。

## 『行け!グリーンマン』に登場したサンダ
遊園地に出現して子供たちの玩具を食べていじめ、やってきたグリーンマンと戦い、生物の体を痺れさせる毒ガス（ゲップ）を吐き出して追い詰めるが、敗れる。何でも食べる食いしん坊で、グリーンマンブレスターやグリーンマンアローをも食べてしまう。
- 前作とは異なり「悪い怪獣」として描かれている[42]。

## その他の作品
- 1966年に朝日ソノラマから発売されたソノシート『大怪獣戦 30怪獣大あばれ!!』に収録された「宇宙怪獣対地球怪獣」では、宇宙怪獣と戦う地球怪獣陸軍の1体として登場する[43][44]。
- 1966年に朝日ソノラマから発売された書籍『怪獣大図鑑』付録のソノシートドラマ『ゴジラは王様』では、ゴジラ、ラドン、ガイラとともにキングギドラと戦う[45]。
- 書籍『決定版ゴジラ入門』（小学館、1984年）では、「夢の怪獣対決」として「ゴジラ対サンダ・ガイラ」のイラストが描かれている[46]。
- 映画『ゴジラ×メカゴジラ』（2002年）の背景設定として製作補の山中和史により執筆された「特生自衛隊前史」では、劇中世界の1966年にガイラとともに出現[47]。顛末はおおむね『サンダ対ガイラ』に準じるが、この戦闘で陸海空自衛隊の不和が顕著になり、特生自衛隊が結成されることになったとされる[47]。その続編である『ゴジラ×モスラ×メカゴジラ 東京SOS』（2003年）では、画面には映らないが特生自衛隊特殊生物研究本部のDNA貯蔵庫に保管されている多数の怪獣のDNAのうち1つにその名が記されている[48]。